# Causses i Cevenes
Causses i Cevenas són dues zones muntanyenques situades en el sud del Massís Central, a França, enquadrades i protegides al Parc natural regional de les Grands Causses i el Parc Nacional de les Cevenes. Tots dos territoris s'agrupen en la mateixa inscripció "El paisatge cultural mediterrani agropastoral de Causses i Cevenes", Patrimoni de la Humanitat de la Unesco des del 2011; el conjunt està protegit com un "paisatge cultural agropastoral del Mediterrani".
Causses i Cevenes, que ocupen uns 3000 km², estan situats en 4 departaments francesos (Avairon, Gard, Erau i Losera) en els quals l'explotació agropastoral, la ramaderia i en concret l'ovina i bovina, base per a la producció de formatges com el pélardon o el rocafort i la llana, són fonamentals i essencials en el desenvolupament biofísic i cultural de la regió.